# Кессельман, Павел Моисеевич
Павел Моисеевич Кессельман (1920, Браилов, Винницкий уезд, Подольская губерния — после 1997) — украинский советский теплофизик, учёный в области технической термодинамики. Доктор технических наук (1966), профессор (1967).

## Биография
В годы Великой Отечественной войны — техник-лейтенант авиационной техники.
Диссертацию кандидата технических наук по теме «Исследования термодинамических свойств теплоносителя современных энергетических установок» защитил в 1960 году под руководством Я. З. Казавчинского на кафедре теплофизики Одесского института инженеров морского транспорта, где преподавал. Диссертацию доктора технических наук по теме «Исследование теплофизических свойств реальных газов при высоких температурах» защитил в 1966 году.
Был доцентом, затем профессором и в 1973—1990 годах заведующим кафедрой инженерной теплофизики Одесского технологического института пищевой промышленности имени М. В. Ломоносова и Одесского технологического института холодильной промышленности, сменив направление научной работы кафедры на изучении теплофизических свойств веществ в различных агрегатных состояниях. В 1990-е годы работал в Одесской государственной академии холода.
Основные научные труды в области исследований термодинамических свойств веществ при высоких температурах, потенциала межмолекулярного взаимодействия с переменными параметрами.
Среди учеников П. М. Кессельмана — доктор технических наук В. П. Железный, доктора физико-математических наук Б. В. Роганков и Е. С. Якуб.
Дочь — доктор физико-математических наук (1990) Флорина Павловна Онуфриева, профессор Одесского государственного университета имени И. И. Мечникова и с 1995 года ведущий научный сотрудник Национального центра научных исследований Франции.

## Публикации
- П. М. Кессельман, В. Р. Каменецкий, Е. С. Якуб. Свойства переноса реальных газов. Киев — Одесса: Вища школа, 1976. — 151 с.
- Э. Э. Шпильрайн, П. М. Кессельман. Основы теории теплофизических свойств веществ. М.: Энергия, 1977. — 248 с.